# Polygoneae
Tribu
Les Polygoneae sont une tribu de plantes à fleurs de la famille des Polygonaceae. Elle comprend dix genres acceptés, dont Polygonum qui est le genre type.

## Liste des genres
Selon GRIN (3 juin 2021) :
- Atraphaxis L.
- Bactria Yurtseva & Mavrodiev
- Bilderdykia Dumort., synonyme de Fallopia Adans.
- Delopyrum Small, synonyme de Polygonella Michx.
- Dentoceras Small, synonyme de Polygonella Michx.
- Duma T. M. Schust.
- Duravia (S. Watson) Greene, synonyme de Polygonum L.
- Fallopia Adans.
- Gonopyrum Fisch. & C. A. Mey., synonyme de Polygonella Michx.
- Homalocladium (F. Muell.) L. H. Bailey, synonyme de Muehlenbeckia Meisn.
- Knorringia (Czukav.) Tzvelev
- Muehlenbeckia Meisn.
- Persepolium Yurtseva & Mavrodiev
- Physopyrum Popov, synonyme de Atraphaxis L.
- Pleuropterus Turcz., synonyme de Reynoutria Houtt.
- Polygonella Michx.
- Polygonum L.
- Reynoutria Houtt.
- Thysanella A. Gray, synonyme de Polygonella Michx.
- Tragopyrum M. Bieb., synonyme de Atraphaxis L.